# Compa
Compa Sibiu este o companie specializată în producția de subansamble și piese auto din România.
Acționarul principal al societății este Asociația Salariaților, care deține 51,19% din acțiuni, în timp ce SIF Oltenia are un pachet de 5,14%.
Titlurile societății sunt listate la Bursa de Valori București la categoria a II-a, sub simbolul CMP.
Printre clienții Compa se numără Dacia Renault, Bosch și Honeywell.

## Istorie
Compa Sibiu s-a înființat în 1991 prin privatizarea fostei Intreprinderi de Piese Auto Sibiu (IPAS).
După privatizare, Compa s-a dezvoltat pe orizontală, iar o parte din secțiile de producție s-au tranformat, în 1996, în Krupp Bilstein Compa (Compa 27%, Krupp Bilstein 73%) societate specializată în fabricarea și comercializarea de amortizoare și echilibroare, iar, în 1998, în Krupp Compa Arcuri (Compa 27%, Krupp Hoesch Federn 73%) specializată în fabricația și comercializarea de arcuri de suspensie elicoidale și cu foi.
Până în 2003, Krupp-Bilstein a investit 40 milioane euro la Sibiu, și producea împreună cu Compa amortizoare de 10 milioane dolari anual.

## Rezultate economice
Număr de angajați în 2000: 2.704
Cifra de afaceri:
- 2009: 253,63 milioane lei (59,9 milioane euro)[5]
- 2008: 310,8 milioane lei[5]
- 2007: 301,56 milioane lei[6]